# Namdröling-Kloster
| Tibetische Bezeichnung                 |
| -------------------------------------- |
| Wylie-Transliteration: rnam grol gling |
| Chinesische Bezeichnung                |
| Traditionell: 南卓林寺                 |
| Vereinfacht: 南卓林寺                  |

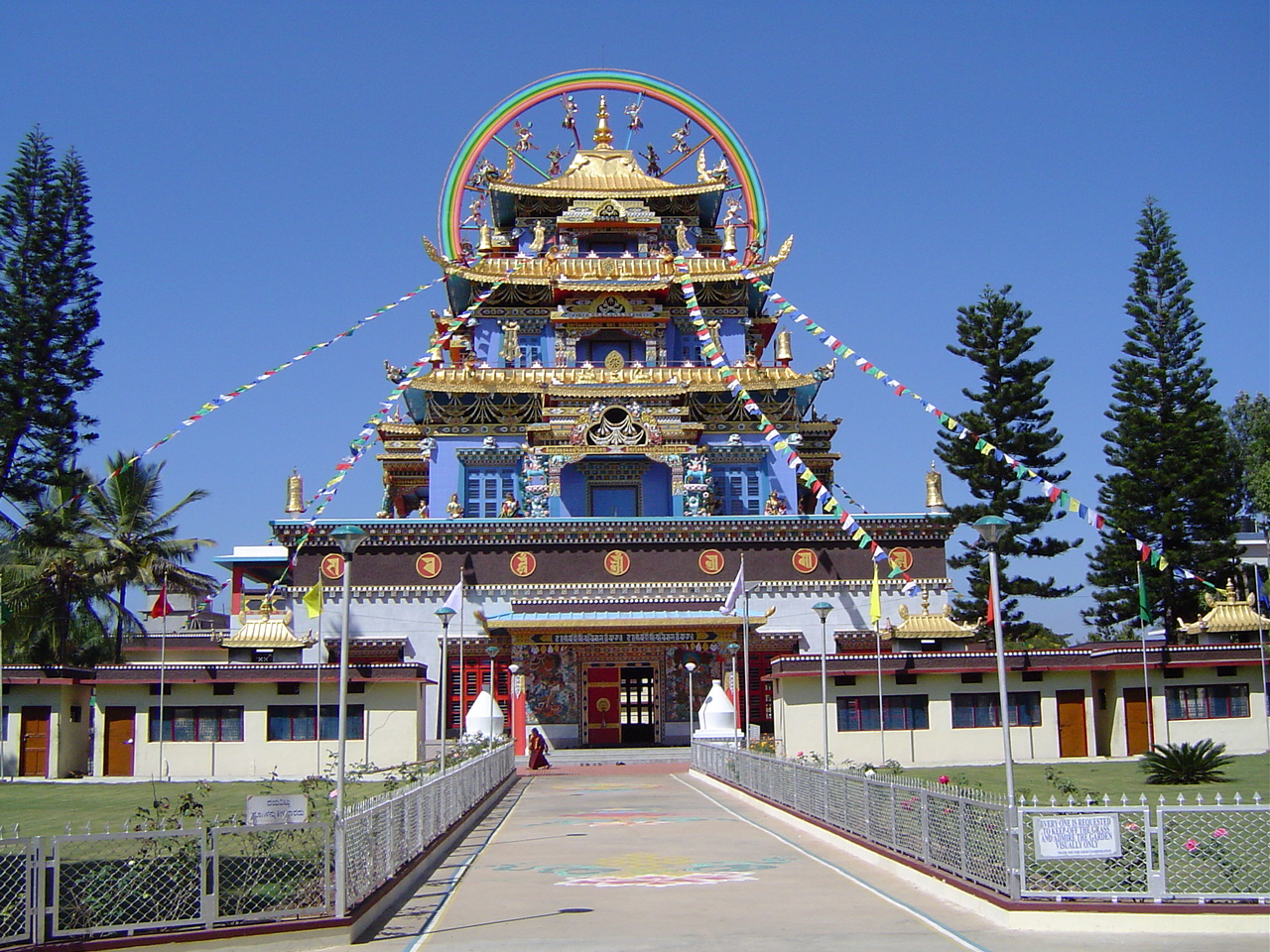
Sangdog-Pelri-Tempel des Namdröling-Klosters in Südindien, Bylakuppe

Das Namdröling-Kloster (tib.: rnam grol gling) ist ein Kloster der Pelyül (dpal yul)-Tradition des tibetischen Buddhismus in Bylakuppe im Distrikt Mysuru (Mysore) im Bundesstaat Karnataka in Südindien. Es ist das größte Nyingmapa-Lehrzentrum der Welt und wurde von Penor Rinpoche (1932–2009) gegründet, der auch in diesem Kloster starb.

## Das Kloster
Der Haupttempel ist im typischen Baustil der  Sangdog-Pelri-Tempel für Tempelanlagen der Nyingma-Tradition des tibetischen Buddhismus errichtet.
Das Kloster beherbergt eine Gemeinschaft von über 5000 Lamas (Mönche und Nonnen), eine religiöse Hochschule (oder Shedra) und ein Krankenhaus.
Das Kloster war 1963 von dem 3. Drubwang Pema Norbu Rinpoche gegründet worden, nachdem er 1960 nach Indien geflüchtet war. Die ursprüngliche Struktur soll ein aus Bambus gebauter Tempel gewesen sein.

## Ngagyur Nyingma Institute
Dem Kloster angeschlossen ist das Ngagyur Nyingma Institute (ein Institut für höhere buddhistische Studien und Forschungen), das 1978 gegründet wurde, und worin das Studium auf den Erwerb des Khenpo-Grades hinführt, der in dieser Schultradition dem höchsten Geshe-Grad in der Gelug-Schule entspricht und in etwa einem Doktorgrad im Westen. Der in Hamburg lehrende Tibetologe und Buddhologe Dorji Wangchuk aus Ostbhutan beispielsweise erhielt hier seine Ausbildung.